# Macromitrium binsteadii
Macromitrium binsteadii är en bladmossart som beskrevs av Hugh Neville Dixon 1930. Macromitrium binsteadii ingår i släktet Macromitrium och familjen Orthotrichaceae. Inga underarter finns listade i Catalogue of Life.